# Ján Hnilický
Ján Hnilicenus (též Hnilický či Hnilitzenus) byl slovenský pedagog a evangelický duchovní a teolog.
Pocházel z Rajce. Studoval na univerzitě ve Wittenbergu, kde dosáhl hodnosti doktora filosofie. V letech 1661–1666 působil v Žilině jako rektor tamní školy. Napsal disputace De lege Dei (O Božím zákoně, 1663), De homine et imagine Dei ante lapsum (O člověku a obraze Božím před pádem, 1663), De ministerio ecclesiastico (O církevní službě). Roku 1666 byl ordinován a následně působil jako diakon po boku Samuela Ladivera. Ze Žiliny odešel do Bratislavy, kde byl rektorem školy a pokračoval v psaní disputací. V letech 1669–1670 působil jako farář ve Slovenském Pravně.